# 대한의료정보학회
대한의료정보학회는 1987년 9월 25일에 창립된 학회이다. 창립과 동시에 '의료정보학회의 현재와 미래'를 주제로 제1차 학술대회를 개최하였다.